# Jean-Jacques Dortous de Mairan
Jean-Jacques Dortous de Mairan (26 de noviembre de 1678 - 20 de febrero de 1771) fue un matemático, astrónomo y geofísico francés.

## Semblanza
- Dortous nació en Béziers.
- En 1729 diseñó un experimento que demostró la existencia de los ciclos circadianos endógenos en las plantas:
Una tarde en su habitación de dibujo, mientras regaba sus Mimosa pudica, observó que la desaparición del sol hacía que las plantas plegasen sus hojas, tal y como hacían cuando se las tocaba con la mano (de ahí se nombre de púdica). Debió sentir curiosidad sobre qué es lo que ocurriría cuando la planta no dispusiera de la luz externa del sol porque cogió dos de sus mimosas y las metió en un armario oscuro. Al mediodía siguiente, al abrir el armario vio que las hojas permanecían completamente abiertas, y a la caída del sol las hojas se cerraron puntualmente, tal y como ocurría con las mimosas expuestas a la luz de la mesa de la habitación de dibujo. Concluyó que las plantas tenían que ser capaces de sentir el sol de alguna manera, sin verlo, y así saber la hora del día en que se encontraban. Aunque anotó los resultados, de Mairan era un astrónomo ocupado en otras cuestiones, por lo que el texto del experimento lo elaboró su amigo Marchant y fue publicado en Histoire de l'Academie Royale des Sciences (Paris, 1729).
Escribió "...la Sensitiva es heliotropa, dícese que las ramas y las hojas las dirige hacia donde le venga la mayor luz". "Pero de Mairan ha observado que no es un punto necesario para el fenómeno (respecto al abrir y cerrar de las hojas con la luz y la oscuridad) ni el sol ni el viento fuerte (por si el viento moviera las hojas)". Propuso que esta situación era equivalente a la de los pacientes que, aún sin saber la hora del día, mantenían un patrón de sueño relativamente regular. Se debía “...probar en otras plantas, con ramas o flores que se abran durante el día y se cierren durante la noche, si tienen de la mismas propiedades que la sensitiva en un lugar cerrado”. Añadió: “...con hornos más o menos calientes revertir el día y la noche para así revertir los mismo fenómenos”. Siguió diciendo: “...Pero las ocupaciones ordinarias de Mairan no le han permitido impulsar las experiencias....y se contenta con una simple invitación a los botánicos y a los físicos...” . Y concluyó con: “...La marcha de la física verdadera, que es experimental, no puede ser de otra manera que lenta”.
- En 1731 observó una nebulosa alrededor de una estrella cerca de la Nebulosa de Orión, a la que más tarde se designó como M43 o Nebulosa de De Mairan.
- Murió de neumonía en París .

## Eponimia
- La Nebulosa de De Mairan, en la Nebulosa de Orión.
- El cráter lunar Mairan se llama así en su honor.

## Bibliografía

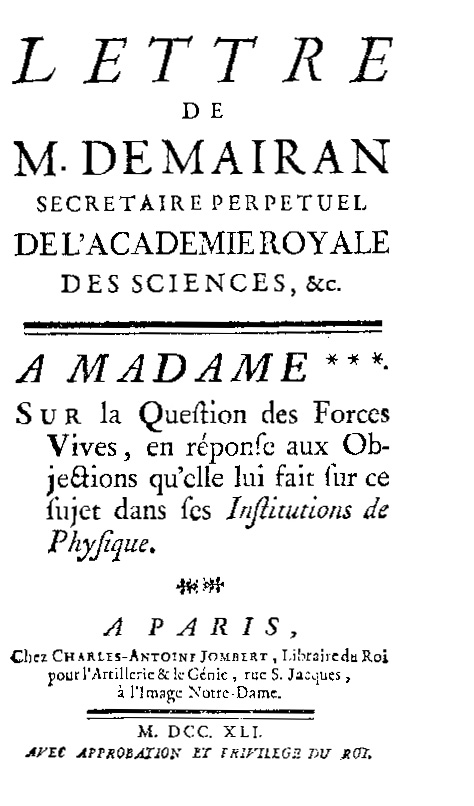
Sur la question des forces vives, 1741

## Traducciones en castellano
- N. Malebranche - J. J. Dortous de Mairan, Crítica de la razón geométrica. El debate sobre la filosofía de Spinoza. Introducción, traducción y notas de Rodrigo Miguel Benvenuto, Bs. As., Las Cuarenta, 2022. [Edición en castellano de la Correspondencia entre Dortous de Mairan y Malebranche]